# Procissão do Sufrágio Feminino
A Procissão do Sufrágio Feminino em 3 de março de 1913 foi o primeiro desfile sufragista em Washington, D.C. Foi também a primeira grande marcha organizada em Washington para fins políticos. A procissão foi organizada pelas sufragistas Alice Paul e Lucy Burns para a National American Woman Suffrage Association (NAWSA). O planejamento do evento começou em Washington em dezembro de 1912. O objetivo do desfile, declarado em seu programa oficial, era "marchar em espírito de protesto contra a atual organização política da sociedade, da qual as mulheres são excluídas".

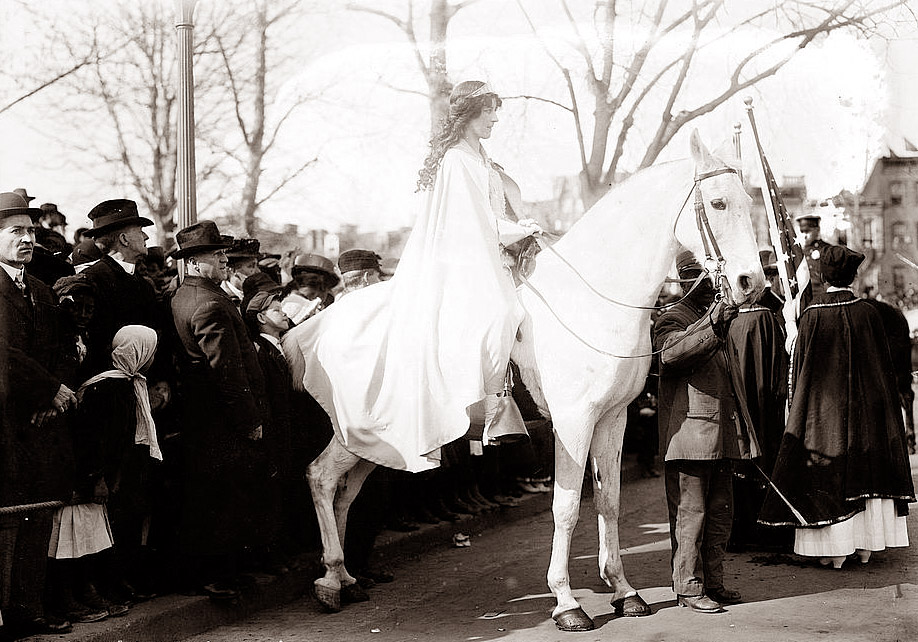
Inez Milholland liderando a procissão.

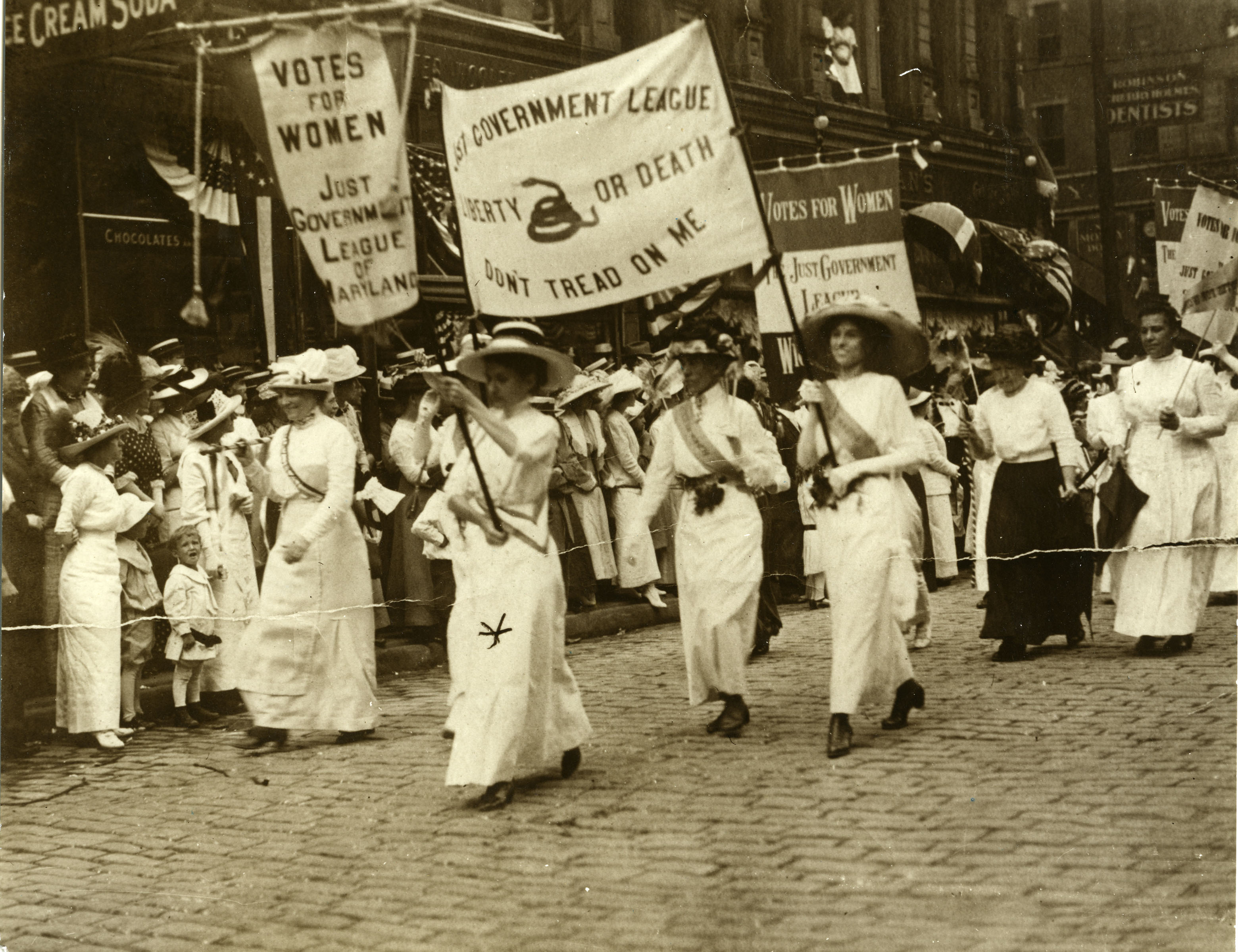
The Just Government League of Maryland marchando com uma variação da bandeira de Gadsden.

Os números de participação variam entre 5 000 e 10 000 manifestantes. Sufragistas e simpatizantes marcharam pela Avenida Pensilvânia na segunda-feira, 3 de março de 1913, um dia antes da posse do presidente Woodrow Wilson. Paul havia escolhido o local e a data para maximizar a publicidade, mas encontrou resistência do departamento de polícia de D.C. A manifestação consistiu em uma procissão com carros alegóricos, bandas e vários grupos representando as mulheres em casa, na escola e no trabalho. No Prédio do Tesouro, um desfile de quadros alegóricos foi representado durante o desfile. O ato final foi um comício no Memorial Continental Hall com oradores proeminentes, incluindo Anna Howard Shaw e Helen Keller.
Antes do evento, a questão da participação negra na passeata ameaçava causar atrito com as delegações dos estados do Sul. Alguns negros marcharam com delegações estaduais. Um grupo da Howard University participou do desfile. Costuma-se dizer que as mulheres negras foram segregadas na parte de trás do desfile, no entanto, fontes contemporâneas confirmam que elas marcharam com suas respectivas delegações estaduais ou grupos profissionais.
Durante a procissão, a polícia distrital não conseguiu manter a enorme multidão fora da rua, impedindo o avanço dos manifestantes. Muitos participantes foram alvo de reclamações dos espectadores, embora também houvesse muitos apoiadores presentes. Os manifestantes foram finalmente auxiliados por grupos de cidadãos e, eventualmente, pela cavalaria. A polícia foi submetida a um inquérito do Congresso devido a falhas de segurança. O evento estreou a campanha de Paul para reorientar o movimento sufragista na obtenção de uma emenda constitucional nacional para o sufrágio feminino. A intenção era pressionar o presidente Wilson a apoiar uma emenda, mas ele resistiu às exigências por anos depois.